# Andersö
Andersö är en ö och by i Geta kommun på Åland. Andersö har 3 invånare (2020), ön ligger i kommunens västra del. Avståndet till Mariehamn är ca 30 km och ca 45 km längs bilvägar.
Öns area är 1,86 kvadratkilometer och dess största längd är 2,1 kilometer i öst-västlig riktning.
Andersö ligger norr om Andersöfjärden. I söder ligger Björkholm som har vägförbindelse med Andersö. I nordväst ligger Isaksö där Andersö har landsvägsförbindelse med resten av Åland över sundet Myskdalen. I öster ligger Snäcköfjärden och Snäckö.

## Befolkningsutveckling
| Befolkningsutvecklingen i Andersö 2000–2020 | Befolkningsutvecklingen i Andersö 2000–2020 | Befolkningsutvecklingen i Andersö 2000–2020 | Befolkningsutvecklingen i Andersö 2000–2020 | Befolkningsutvecklingen i Andersö 2000–2020 |
| ------------------------------------------- | ------------------------------------------- | ------------------------------------------- | ------------------------------------------- | ------------------------------------------- |
|                                             |                                             |                                             |                                             |                                             |
| År                                          |                                             |                                             | Folkmängd                                   |                                             |
| 1990                                        | 1990                                        |                                             | 3                                           |                                             |
| 1995                                        | 1995                                        |                                             | 1                                           |                                             |
| 2000                                        | 2000                                        |                                             | 5                                           |                                             |
| 2005                                        | 2005                                        |                                             | 5                                           |                                             |
| 2010                                        | 2010                                        |                                             | 4                                           |                                             |
| 2015                                        | 2015                                        |                                             | 2                                           |                                             |
| 2020                                        | 2020                                        |                                             | 3                                           |                                             |